# Nina Masalskaia
Nina Nicolaevna Masalskaia (n. 5/18 ianuarie 1901,  Penza, Rusia — d. 24 martie 1989, Chișinău) a fost o actriță sovietică, rusă și moldoveancă, artistă a poporului din URSS (1960).

## Biografie
S-a născut pe 5/18 ianuarie 1901 în Penza, Rusia. A absolvit  studii de artă dramatică cu  M.V. Zeninov în Penza.
Între anii 1919-1924 a fost actriță la Teatrul  regional de dramă „A. V. Lunacerscogov” din Penza, apoi a jucat în teatre din Saransk, Tambov, Harkov, Astrahan și Celeabinsk. În anii 1936-1937 a fost actriță la  Teatrul Dramatic „A.S. Pușkin” din Kursk, iar între 1937-1949, la Teatrul de Dramă din Extremul Orient. 
Între anii 1949—1970 a fost actriță la Teatrul Național Dramatic Rus „Anton Cehov” din Chișinău. O lungă perioadă de timp a fost membru al consiliului artistic al teatrului.
A murit la 24 martie 1989, la Chișinău și este înmormântată în Cimitirul Central din Chișinău.

## Premii și titluri
- Artistă emerită a RSSM
- Artistă a poporului din RSS Moldovenească
- Artistă a poporului din URSS (1960)
- Ordinul Steagul Roșu al Muncii
- Ordinul Prieteniei popoarelor
- Diploma de Onoare a Prezidiului sovietului Suprem al RSS Moldovenești